# 4971 Hoshinohiroba
4971 Hoshinohiroba è un asteroide della fascia principale. Scoperto nel 1989, presenta un'orbita caratterizzata da un semiasse maggiore pari a 2,3842526 UA e da un'eccentricità di 0,1786593, inclinata di 3,20492° rispetto all'eclittica.